# Eric Bergstedt
Eric Bergstedt, ursprungligen Olofsson, född 18 november 1838 i Rinkaby socken, Närke, död 7 juni 1911 i Maria Magdalena församling på Södermalm i Stockholm, var en svensk grosshandlare. Han var en av arvingarna till Firma Lars Montén och ägde fastigheten Monténska huset då det uppfördes. 
Eric Bergstedt var son till Olof Carlsson, född 3 februari 1800 i Hässelby, Axbergs församling i Örebro län i Närke, och hans hustru Anna Ersdotter, född 21 mars 1816 i Södra Klysna, Ervalla socken i Västmanland, som ingick i Fellingsbro härad. Sonen Eric var född i Ringkarleby i Örebro län, som sedan benämns Rinkaby.

## Firma Lars Montén
Eric Bergstedt var grosshandlare hos Firma Lars Montén i Stockholm. Han ärvde firma Lars Montén tillsammans med kusinen, fabrikören Carl Bergstedt och en annan släkting, grosshandlare Carl Rosengrén. Han bodde på Lilla Bastugatan 10 under åren 1870 till och med 1889 och flyttade sedan till Monténska huset på Sankt Paulsgatan 29 på Södermalm i Stockholm, där han bodde till sin död 1911. Han var ogift och barnlös.

## Monténska huset

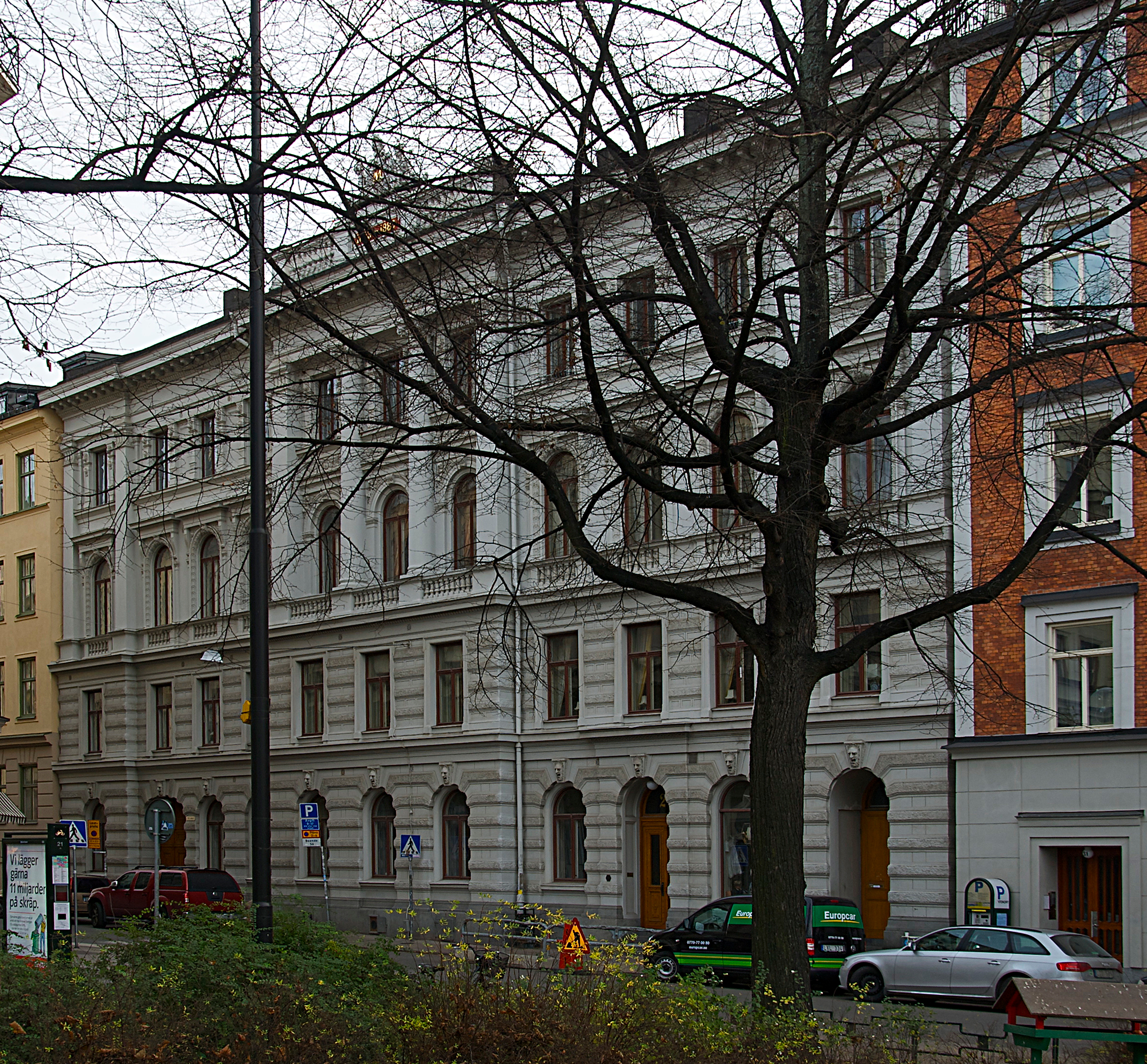
Monténska huset.

Efter Lars Monténs död 1872 uppförde arvingarna under åren 1887-1889 det Monténska huset på Sankt Paulsgatan 29 vid Mariatorget på Södermalm i Stockholm. Huset byggdes efter ritningar av arkitekten Albert Siösteen (Gubben Albert) (1853-1945). Byggherre var fabriksfirman Lars Montén & Co. En såpfabrik fanns redan på gården då flerfamiljshuset vid Sankt Paulsgatan uppfördes.

## Gårdarna Alvik och Äppelviken
1864 hade Lars Montén köpt både Alviks gård och Äppelvikens gård i Bromma. Vid mälarstranden där byggde han fabriken för stearinljus och senare var det även fabrik för tvål och såpa. Från 1930 bytte firman namn till Barnängens Tekniska Fabrik. 
De båda kusinerna Eric Bergstedt och Carl Bergstedt ärvde de båda gårdarna av såpfabrikör Lars Montén när avled 1872. Eric och Carl var hans systersonsöner. Carl Bergstedt använde under lång tid Alviks mangårdsbyggnad som sommarnöje. Han lät bygga nya ekonomibyggnader, stallar och ladugård på tomterna för Runda vägen nr 1-3-4-5 och 6. 
Lars Monténs äldre syster Elisabeth (1775-1845) var gift med fjärdingsmannen och bonden Karl Persson i Hesselby i Axbergs socken i Örebro län. Hon födde nio barn av vilka Lars Bergstedt (han tog sig namnet Bergstedt) arbetade för sin morbror, Lars Montén. Denne Lars Bergstedt var ogift och barnlös. Det blev därför Carl Bergstedt och Pehr Bergstedt, söner till Lars Bergstedts äldre bror Pehr Bergstedt (1893-1874) med hustru Kristina Larsdotter (1811-1882), som ärvde företaget tillsammans med kusinen Carl Rosengrén (Carl Olof Laurentius Rosengrén).
Lars Monténs systerson Lars Bergstedt (född 1812) var den förste med namnet Bergstedt. Han anställdes och arbetade hela sitt liv hos Firma Montén. Liksom Lars Montén dog han barnlös. Eric Bergstedt och hans kusiner, bröderna Carl Bergstedt och Pehr Bergstedt, som alla var Monténs brorssöner, kom till storstaden och arbetade i familjefirman, som blev lysande framgångsrik. 
Fabriken Firma Lars Montén liksom diverse fastigheter i Stockholm ärvdes av kusinerna Eric Bergstedt och Carl Bergstedt samt av deras kusins, Thekla Amalia Rosengréns, son Carl Rosengrén. Familjen innehade Clara Ljusfabrik Firma Lars Montén i Bromma, Stockholm, till år 1927.

## Källa
- Bergstedt (född Olofsson), Eric (1838-1911)
- Bergstedt